# Рогач (Шолта)
Рогач је насељено место у саставу општине Шолта, на острву Шолти, Сплитско-далматинска жупанија, Република Хрватска.

## Историја
До територијалне реорганизације у Хрватској налазио се у саставу старе општине Сплит. Као самостално насељено место, Рогач постоји од пописа 2001. године. Настало је издвајањем дела насеља Грохоте.

## Становништво
На попису становништва 2011. године, Рогач је имао 126 становника. За национални састав 1991. године, погледати под Грохоте.
| Број становника по пописима | Број становника по пописима | Број становника по пописима | Број становника по пописима | Број становника по пописима | Број становника по пописима | Број становника по пописима | Број становника по пописима | Број становника по пописима | Број становника по пописима | Број становника по пописима | Број становника по пописима | Број становника по пописима | Број становника по пописима | Број становника по пописима | Број становника по пописима |
| --------------------------- | --------------------------- | --------------------------- | --------------------------- | --------------------------- | --------------------------- | --------------------------- | --------------------------- | --------------------------- | --------------------------- | --------------------------- | --------------------------- | --------------------------- | --------------------------- | --------------------------- | --------------------------- |
| 1857                        | 1869                        | 1880                        | 1890                        | 1900                        | 1910                        | 1921                        | 1931                        | 1948                        | 1953                        | 1961                        | 1971                        | 1981                        | 1991                        | 2001                        | 2011                        |
| 0                           | 0                           | 13                          | 59                          | 0                           | 17                          | 0                           | 0                           | 0                           | 36                          | 50                          | 49                          | 0                           | 0                           | 100                         | 126                         |

Напомена: У 2001. настало је издвајањем из насеља Грохоте. Исказује се као део насеља у 1880., 1890., 1910. те од 1953. до 1971. У 1857., 1869., 1900., од 1921. до 1948., у 1981. и 1991. подаци су садржани у насељу Грохоте.